# George André Palermo Santoro

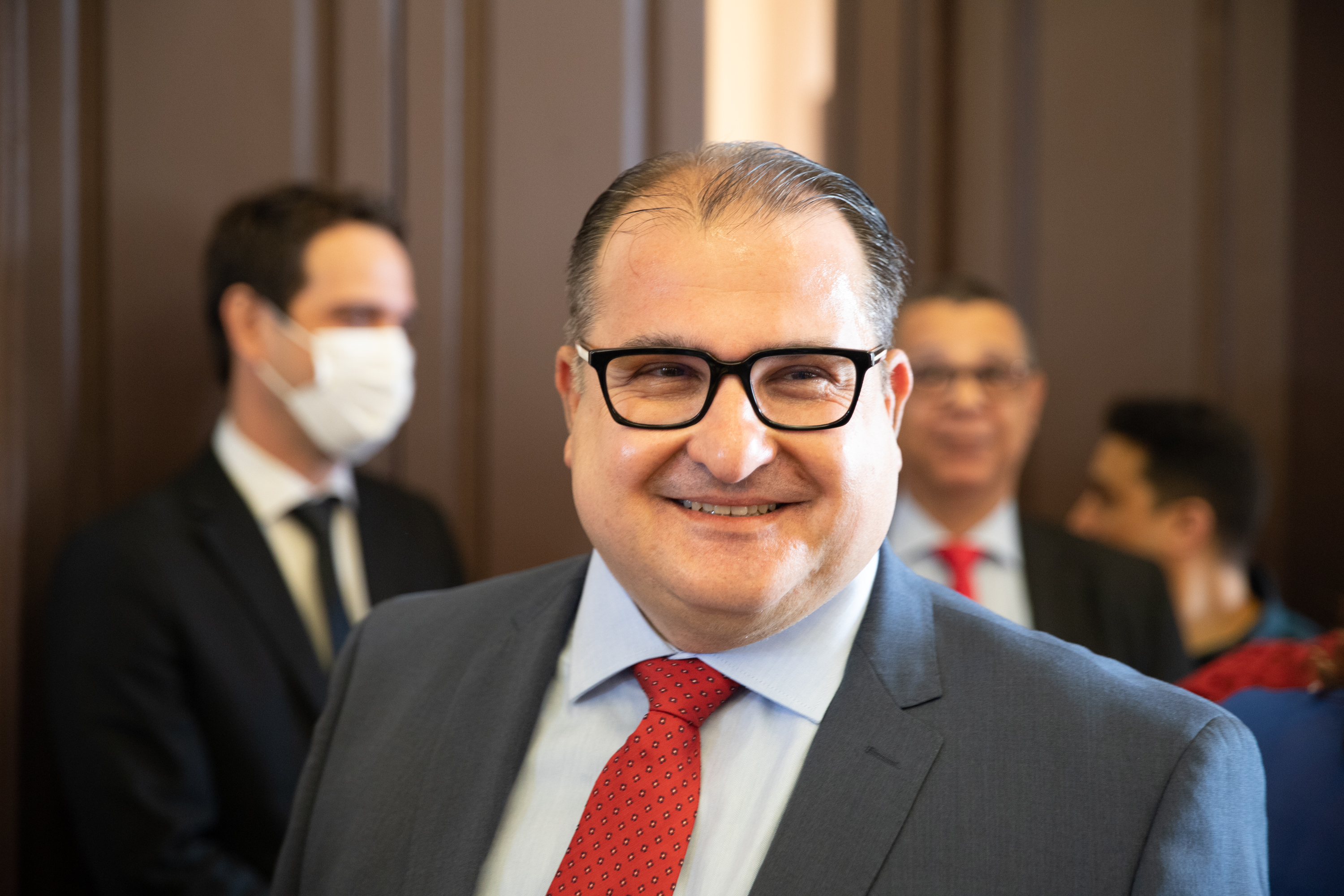
George André Palermo Santoro

George André Palermo Santoro (Rio de Janeiro, 01 de maio de 1971) é advogado, professor, Mestre em Contabilidade e Administração pela Fucape Business School, com especialização em Economia Empresarial pela Universidade Candido Mendes, especialização em Administração Pública pela Fundação Getúlio Vargas, Direito Trabalho e Previdência pela Universidade Candido Mendes e em Orçamento e Finanças Públicas com formação em cursos no Fundo Monetário Internacional e Banco Mundial. Secretário de Estado da Fazenda de Alagoas desde janeiro de 2015, Santoro também é Auditor de Controle Externo do Tribunal de Contas do Município do Rio de Janeiro e acumula passagens pela Secretaria Municipal de Fazenda do Rio de Janeiro e Secretaria Estadual de Fazenda do Rio de Janeiro.

## Biografia
George Santoro é filho de imigrantes italianos (Salvatore Santoro e Concetta Palermo Santoro), que vieram para o Brasil após a Segunda Guerra Mundial. 
Graduou-se em 1995 em Ciências Jurídicas e Sociais na Universidade Federal do Rio de Janeiro, UFRJ.
É casado com a jornalista Danielle Santoro, com quem tem um filho: Luiz Eduardo Santoro.
Atuou na Secretaria Municipal de Fazenda do Rio de Janeiro entre os anos de 1997 e 2003, na função de diretor administrativo.
Em 2003, tornou-se servidor público Tribunal de Contas do Município do Rio de Janeiro, onde passou a atuar como Auditor de Controle Externo. Em 2007, assumiu o cargo de Superintendente de Relações Federativas até que, no mesmo ano, passou a ser Subsecretário de Estado de Política Fiscal do Rio de Janeiro. 
Em 2013, passou a ser Subsecretário de Estado de Receita do Rio de Janeiro, por onde permaneceu até o ano de 2014.
Já em 2015, a convite do recém eleito governador de Alagoas Renan Filho (MDB), tornou-se Secretário de Estado da Fazenda de Alagoas.
Em 2020, Santoro recebeu o título de Cidadão Honorário do Estado de Alagoas concedido pela Assembleia Legislativa de Alagoas. 
Em 2022, recebeu da Câmara Municipal de Maceió o título de Cidadão Honorário de Maceió. 
O Governador eleito por Alagoas nas Eleições de 2022, Paulo Dantas (MDB), já confirmou o nome de George Santoro como Secretário de Fazenda para a gestão que terá início em 01 de janeiro de 2023.